# Kathrin Schweinberger

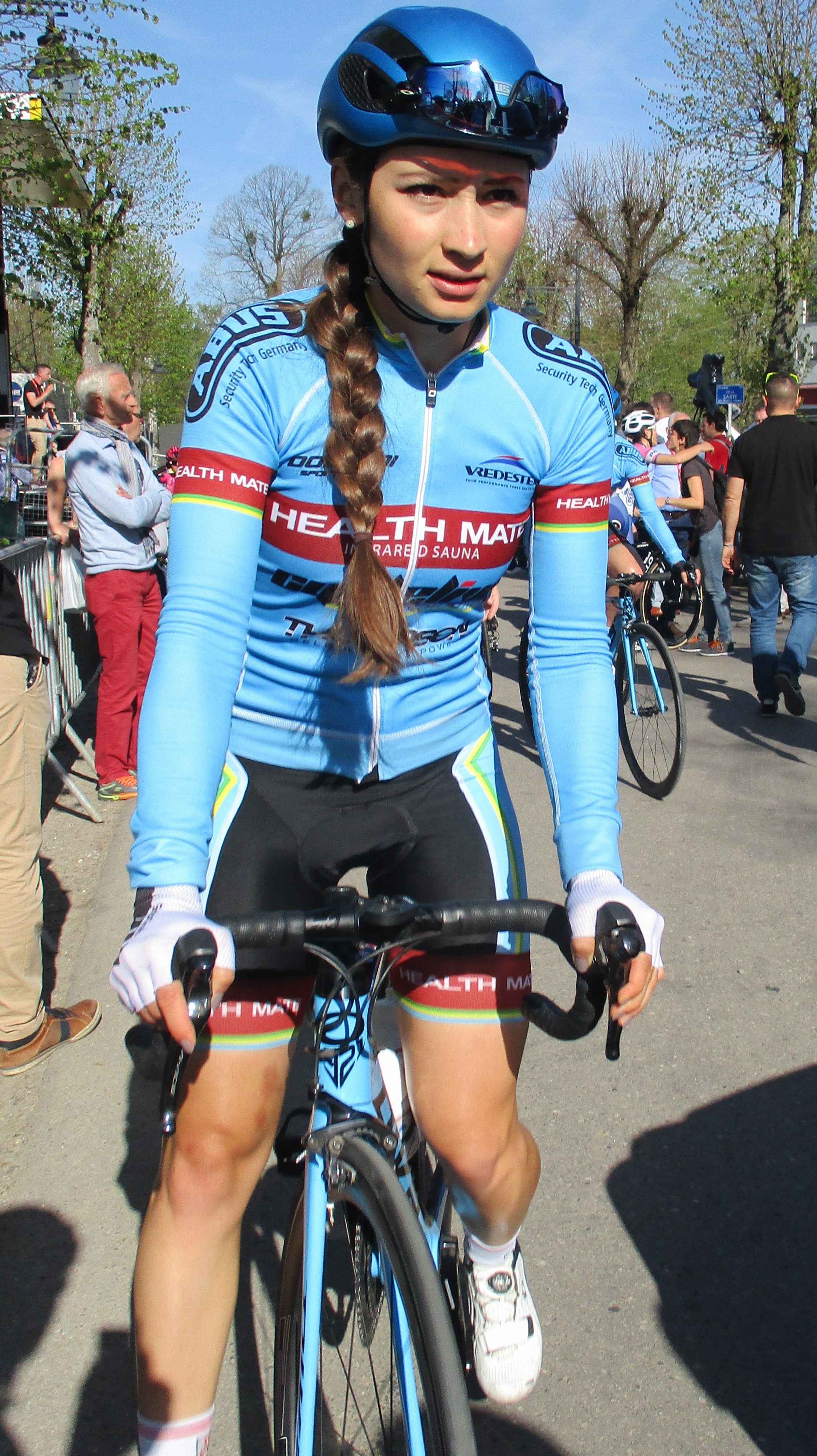
Kathrin Schweinberger lors de la Flèche wallonne 2018.

Kathrin Schweinberger, née le 29 octobre 1996 à Jenbach, est une coureuse cycliste autrichienne. Elle est championne d'Autriche sur route en 2020 et 2025.

## Biographie

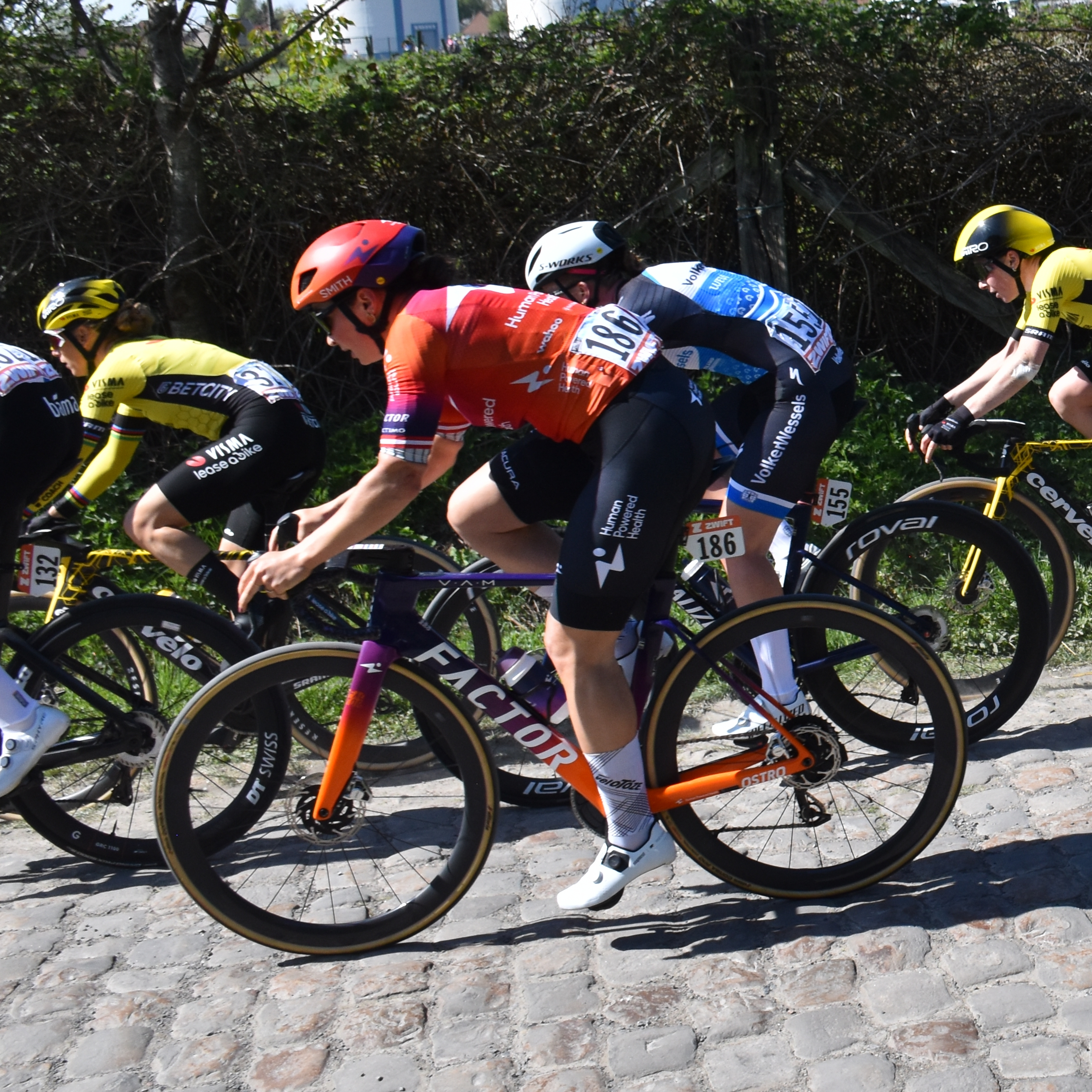
Kathrin Schweinberger #186 - Paris Roubaix 2025.

Avec sa sœur jumelle Christina, Kathrin Schweinberger pratique divers sports dès son enfance. Jusqu'en 2010, c'est le ski qui est leur sport le plus important, mais elles pratiquent également le judo, le duathlon, avant de se mettre au cyclisme au RC Tirol en 2010. Bien qu'elles fassent alors partie de l'équipe nationale des jeunes d'Autriche, elles se décident pour le vélo, « parce que là-bas, vous avez votre adversaire juste à côté de vous, ce qui n'est pas le cas en ski ». À côte de ses activités cyclistes, Kathrin Schweinberger étudie la pédagogie et la géographie à l'université d'Innsbruck,. Elle est une athlète active au Centre sportif de l'armée des forces armées autrichiennes. En tant qu'athlète de l'armée, elle détient le grade de caporal depuis décembre 2020. 
En 2012, elle est pour la première fois championne d'Autriche sur route chez les cadettes (moins de 17 ans), sur la course en ligne et le contre-la-montre individuel. En 2013, elle est championne d'Autriche du contre-la-montre juniors (moins de 19 ans) et est sélectionnée pour les championnats du monde juniors à Florence, mais abandonne. En 2014, elle remporte les deux titres nationaux sur route, toujours en tant que junior. 
Elle connaît également du succès sur la piste. Le 4 octobre 2013, elle établit un nouveau record junior autrichien sur 500 mètres avec un temps de 35,88 secondes. Toujours en 2013, elle remporte trois titres nationaux sur l'omnium, la course scratch et le 500 mètres, alors qu'elle n'a pas encore 18 ans. 
En 2018, elle remporte une étape, ainsi que le classement par points du Tour d'Uppsala et termine deuxième au classement général. En 2020 et 2021, elle devient championne d'Autriche sur route chez les élites, puis elle gagne en 2022, quatre titres nationaux sur piste. Après cinq ans sans remporter de course internationale, elle remporte la course d'un jour Dwars door de Westhoek en 2024.
En 2025, elle signe un contrat avec l'équipe américaine Human Powered Health.

## Palmarès sur route

### Par années
- 2011
  - 3e du championnat d'Autriche sur route cadettes
- 2012
  -  Championne d'Autriche sur route cadettes
  -  Championne d'Autriche du contre-la-montre cadettes
- 2013
  -  Championne d'Autriche du contre-la-montre juniors
  - 3e du championnat d'Autriche sur route juniors
- 2014
  -  Championne d'Autriche sur route juniors
  -  Championne d'Autriche du contre-la-montre juniors
  - Grand Prix Cham-Hagendorn juniors
- 2018
  - 2e étape du Tour d'Uppsala
  - 2e du Diamond Tour
  - 2e du Tour d'Uppsala
- 2019
  - 3e des championnats d'Autriche sur route
  - 3e du Grand Prix Cham-Hagendorn
  - 3e de la V4 Ladies Series - Restart Zalaegerszeg
- 2020
  -  Championne d'Autriche sur route
- 2022
  - 3e de la Vuelta CV Feminas
  - 3e du championnat d'Autriche sur route
- 2023
  - 2e du Tour d'Estonie
  - 2e du Diamond Tour
  - 2e du Grand Prix Stuttgart & Region
- 2024
  - Dwars door de Westhoek
  - 3e du Diamond Tour
  - 6e du championnat d'Europe sur route
- 2025
  -  Championne d'Autriche sur route
  - 3e du Grand Prix Mazda Schelkens
  - 3e de l'Argenta Classic-2 Districtenpijl
  - 3e du Tour de Pologne
  - 10e de la Classic Bruges-La Panne

### Résultats sur les grands tours

#### Tour de France
3 participations :
- 2022 : 99e
- 2023 : 100e
- 2024 : 96e

#### Tour d'Italie
1 participation
- 2024 : 92e

### Classements mondiaux
| Année                                 | 2015 | 2016 | 2017 | 2018 | 2019 | 2020 | 2021 | 2022 | 2023 | 2024 |
| ------------------------------------- | ---- | ---- | ---- | ---- | ---- | ---- | ---- | ---- | ---- | ---- |
| Classement UCI                        | 507e | nc   | 288e | 120e | 71e  | 103e | 143e | 160e | 77e  | 36e  |
| UCI World Tour                        |      | nc   | nc   | nc   | 204e | 131e | 152e | nc   | 293e | 44e  |
|                                       |      |      |      |      |      |      |      |      |      |      |
| Légende : nc = non classéSource : UCI |      |      |      |      |      |      |      |      |      |      |

## Palmarès sur piste

### Championnats d'Europe
| Édition / Épreuve | Américaine | Omnium |
| Granges 2023      | 13e        | 19e    |

### Championnats nationaux
- 2013
  -  Championne d'Autriche du 500 mètres
  -  Championne d'Autriche du scratch
  -  Championne d'Autriche de l'omnium
  - 2e de la poursuite individuelle
  - 3e de la course aux points
- 2014
  - 2e du 500 mètres
  - 2e de la course aux points
  - 2e du scratch
  - 2e de l'omnium
  - 3e de la poursuite individuelle
- 2020
  -  Championne d'Autriche de l'omnium
  - 2e de la poursuite individuelle
  - 2e de la course aux points
  - 2e du scratch
- 2022
  -  Championne d'Autriche de course aux points
  -  Championne d'Autriche de course à l'américaine (avec Verena Eberhardt)
  -  Championne d'Autriche du scratch
  -  Championne d'Autriche de l'omnium
  - 2e de la course à élimination